# Bailleul, Orne

Bailleul este o comună în departamentul Orne, Franța. În 1 ianuarie 2022 avea o populație de 608 de locuitori.